# Норея

Міграції кімврів і тевтонів, у тому числі розташування Noreia.
Поразки кімврів і тевтонців.
Перемоги кімврів і тевтонців.

Норея — древнє місто в східних Альпах, столиця королівства Норік. Його місце розташування поки не визначено точно.
Деякі дослідники вважають, що Норею можна ототожнити з розкопаним кельтсько-римським поселенням на Магдаленсберг в Каринтії, Австрія. Інші розташовують місто в нім. Zollfeld, Каринтія, або в області Лібенфельс в долині річки Глан. Існує версія, за якою місто було розташоване на пагорбі поруч озера Клопайн в Каринтії, районі, де були знайдені кілька могил кельтських "князів".
Можливо також, що назва «Noreia» існує більш ніж в одному місці: зустрічається два записи римських станцій в Tabula Peutingeriana четвертому сторіччі: старше «Noreia», близько 3,5 км в діаметрі, і новіше місто з такою ж назвою, розмірами території 7,5 на 3,4 км, знайдене в сьогоднішньому регіоні Штирія. Більш ймовірно, однак, що подвійний запис римської станції з назвою «Noreia» є помилкою переписувача.
В 113 році до н.е. у районі міста «Noreia» германські племена кімврів і тевтонців в битві перемогли римську армію на чолі із Гнеєм Папірієм Карбоном.